# 安齡
安齡（1781年—19世纪？），字景袁，号静轩，李氏，内务府正白旗汉军人。嘉庆丁卯科举人，甲戌科进士，后任湖南慈利县知县。

## 家庭
- 祖父李質穎，乾隆丁巳进士，官两广总督、总管内务府大臣。
- 父李朝慶，内务府六庫郎中。
- 胞叔李海慶，其原配妻金佳氏，继妻爱新觉罗氏。金佳氏之父正黄旗满洲金簡，历官工部、吏部尚书；姑母金佳氏，封清高宗之淑嘉皇貴妃。
- 侄子豐安，道光乙巳进士。